# Dorfkirche Pennewitz

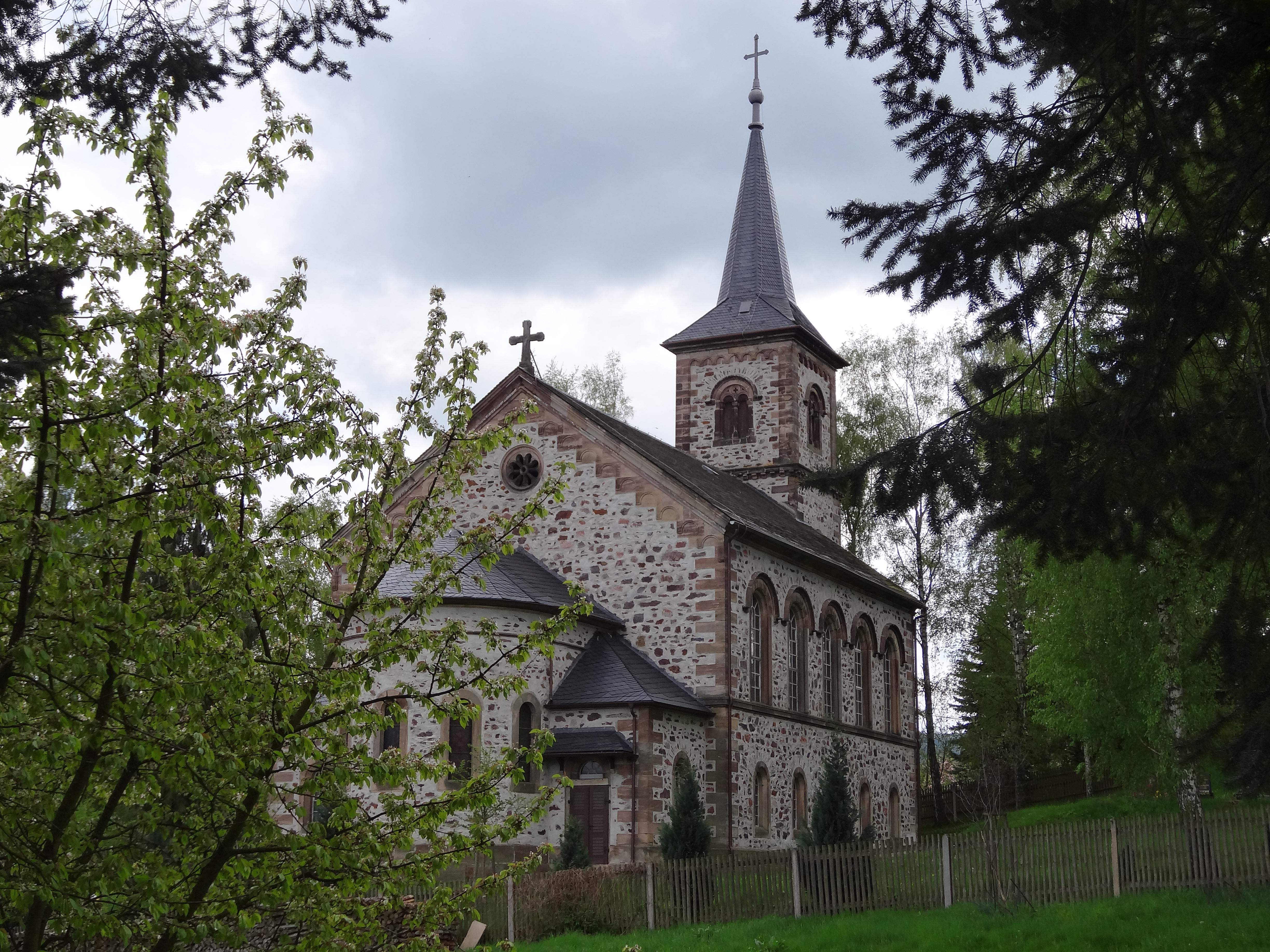
Die Kirche

Die Dorfkirche Pennewitz steht in dem Ortsteil Pennewitz der Stadt Ilmenau im Ilm-Kreis in Thüringen. Sie gehört zur Kirchengemeinde Gehren im Kirchenkreis Arnstadt-Ilmenau der Evangelischen Kirche in Mitteldeutschland.

## Geschichte
Die Kirche in Pennewitz ist das jüngste Gotteshaus im Ilm-Kreis, ermittelten die Statistiker. Die Grundsteinlegung fand 1865 statt. Die Einweihung war schon am 15. Dezember 1867. Das Gotteshaus besitzt ein rechteckiges Kirchenschiff mit eingezogenem Chor und halbrunden Ostabschluss. Der Westturm mit Spitzhelm hat bis zum Ersten Weltkrieg drei Glocken getragen, sie mussten in dem Krieg eingeschmolzen werden und wurden später erneuert.
Im Kirchenschiff sind Rundbogenfenster übereinander eingebaut worden, um mehr Tageslicht im Haus und auf den Emporen zu haben. Die erste Empore ist umlaufend. Auf ihr ist die Orgel eingebaut worden. Das Kirchenschiff besitzt eine Flachdecke. Im Altarraum hat man Buntglasfenster eingebaut. Das an der Südseite angebrachte Portal mit Rundbögen ist überdacht und mit einem Kreuz versehen.
1993 setzte man eine Dach- und Turmsanierung mit folgender Beschieferung durch. 1999 bis 2001 konnte eine Außensanierung durchgeführt werden. Der historische Friedhofsweg wurde nach neuen Gesichtspunkten gestaltet. 2002 konnte die elektrische Anlage erneuert werden.